# دينيسي مارتن (لاعبة كريكت)
دينيسي مارتن (4 مارس 1959 - ) (بالإنجليزية: Denise Martin)‏ هي لاعبة كريكت أسترالية. شاركت مع منتخب أستراليا الوطني للكريكت.

## وصلات خارجية
- دينيسي مارتن على موقع إي آس بي آن كريك إنفو (الإنجليزية)